# بخش انتیوکیا
شهرستان انتیوکیا (به اسپانیایی: Antioquia Department) یک سکونتگاه مسکونی در کلمبیا است که در کلمبیا واقع شده‌است.

## خصوصیات
شهرستان انتیوکیا ۶۳٬۶۱۲ کیلومترمربع مساحت و ۶٬۲۹۹٬۸۸۶ نفر جمعیت دارد.